# Киприановская Лествица

Киприановская Лествица

Киприановская Лествица — среднеболгарская бумажная рукопись, хранящаяся в Российской государственной библиотеке (фонд 173. I, № 152). Она содержит славянский перевод Лествицы (Лестницы монашеских добродетелей) Иоанна Синайского и состоит из 280 страниц. В примечании в конце рукописи (лист 279б) говорится, что она была переписана в 1387 году в Константинопольском Студийском монастыре Киприаном, «смиренным митрополитом Киевским и всея Руси».